# Simon Deli
Simon Sylvanus Deli (ur. 27 października 1991 w Abidżanie) – piłkarz z Wybrzeża Kości Słoniowej grający na pozycji środkowego obrońcy. Od 2021 jest zawodnikiem klubu Adana Demirspor.

## Kariera piłkarska
Swoją karierę piłkarską Deli rozpoczął w klubie Africa Sports Abidżan. W sezonie 2011 zadebiutował w nim w rozgrywkach Ligue 1 MTN. W debiutanckim sezonie wywalczył mistrzostwo Wybrzeża Kości Słoniowej.
Latem 2012 roku Deli został zawodnikiem Sparty Praga, jednak nie zagrał w niej ani razu. W 2013 roku odszedł do Dynama Czeskie Budziejowice, w którym zadebiutował 30 sierpnia 2013 w przegranym 0:2 domowym meczu z FK Ústí nad Labem. W sezonie 2012/2013 wywalczył z Dynamem mistrzostwo drugiej ligi i awans do pierwszej ligi.
W 2014 roku Deli odszedł do 1. FK Příbram. Swój debiut w nim zaliczył 28 października 2014 w zremisowanym 0:0 wyjazdowym meczu z Duklą Praga. W 1. FK Příbram grał przez pół roku.
Na początku 2015 roku Deli został zawodnikiem Slavii Praga. Swój debiut w Slavii zanotował 21 lutego 2015 w wygranym 3:1 wyjazdowym spotkaniu ze Slovanem Liberec. W sezonach 2016/2017 i 2018/2019 wywalczył ze Slavią mistrzostwo Czech. Z kolei w sezonach 2017/2018 i 2018/2019 zdobył Puchar Czech, a w sezonie 2017/2018 dodatkowo został wicemistrzem tego kraju.
10 lipca 2019 Deli został piłkarzem Club Brugge, do którego trafił za kwotę 2,5 miliona euro. W Brugge zadebiutował 27 lipca 2019 w wygranym 3:1 wyjazdowym meczu z Waasland-Beveren. W sezonach 2019/2020 i 2020/2021 został z Brugge mistrzem Belgii. W rundzie wiosnenej sezonu 2020/2021 był wypożyczony do Slavii Praga, z którą sięgnął po dublet – mistrzostwo i Puchar Czech.
28 sierpnia 2021 Deli przeszedł do tureckiego klubu Adana Demirspor za 200 tysięcy euro. W nim zadebiutował 18 września 2021 w zwycięskim 3:1 domowym meczu z klubem Çaykur Rizespor.
| Sezon   | Klub                        | Kraj                     | Rozgrywki       | Mecze | Gole |
| ------- | --------------------------- | ------------------------ | --------------- | ----- | ---- |
| 2011    | Africa Sports Abidżan       | Wybrzeże Kości Słoniowej | Ligue 1 MTN     | ?     | ?    |
| 2012    | Africa Sports Abidżan       | Wybrzeże Kości Słoniowej | Ligue 1 MTN     | ?     | ?    |
| 2012/13 | Sparta Praga B              | Czechy                   | II liga         | 0     | 0    |
| 2013/14 | Dynamo Czeskie Budziejowice | Czechy                   | II liga         | 23    | 1    |
| 2014/15 | 1. FK Příbram               | Czechy                   | I liga          | 7     | 0    |
| 2014/15 | Slavia Praga                | Czechy                   | I liga          | 13    | 0    |
| 2015/16 | Slavia Praga                | Czechy                   | I liga          | 28    | 1    |
| 2016/17 | Slavia Praga                | Czechy                   | I liga          | 25    | 1    |
| 2017/18 | Slavia Praga                | Czechy                   | I liga          | 10    | 1    |
| 2018/19 | Slavia Praga                | Czechy                   | I liga          | 21    | 0    |
| 2019/20 | Club Brugge                 | Belgia                   | Eerste klasse A | 26    | 2    |
| 2020/21 | Club Brugge                 | Belgia                   | Eerste klasse A | 13    | 1    |
| 2020/21 | Slavia Praga                | Czechy                   | I liga          | 12    | 0    |

## Kariera reprezentacyjna
W reprezentacji Wybrzeża Kości Słoniowej Deli zadebiutował 26 marca 2015 roku w wygranym 2:0 towarzyskim meczu z Angolą. W 2017 roku został powołany do kadry na Puchar Narodów Afryki 2017.